# ГЕС Égōngbǎo
ГЕС Égōngbǎo (俄公堡水电站) — гідроелектростанція у центральній частині Китаю в провінції Сичуань. Знаходячись між ГЕС Mùlǐhé Shāwān (вище по течії) та ГЕС Gùzēng, входить до складу каскаду на річці Муліхе (Літанг), яка впадає праворуч до Ялунцзян, великої лівої притоки Дзинші (верхня течія Янцзи).
В межах проекту річку перекрили бетонною греблею висотою 16 метрів та довжиною 137 метрів. Вона утримує водосховище із об'ємом 807 тис. м3 (корисний об'єм 196 тис. м3) та припустимим коливанням рівня поверхні у операційному режимі між позначками 2314 та 2315,6 метра НРМ (під час повені до 2317,4 метра НРМ).
Зі сховища через лівобережний гірський масив прокладено дериваційний тунель довжиною 14,9 км, який переходить у напірний водовід довжиною 0,15 км.
Основне обладнання станції становлять три турбіни типу Френсіс потужністю по 44 МВт. Вони використовують напір у 78 метрів та забезпечують виробництво 631 млн кВт-год електроенергії на рік.